# Itame ribearia
Itame ribearia là một loài bướm đêm trong họ Geometridae.